# Mīr Ḩasanī
Mīr Ḩasanī (persiska: مير حُسِينی, میر حسنی) är en ort i Iran.   Den ligger i provinsen Hormozgan, i den sydöstra delen av landet, 1 000 km sydost om huvudstaden Teheran. Mīr Ḩasanī ligger 991 meter över havet och antalet invånare är 301.
Terrängen runt Mīr Ḩasanī är kuperad åt nordväst, men åt sydost är den platt. Runt Mīr Ḩasanī är det glesbefolkat, med 8 invånare per kvadratkilometer. Närmaste större samhälle är Ban Gowd-e Aḩmadī, 2,0 km nordost om Mīr Ḩasanī. Trakten runt Mīr Ḩasanī är ofruktbar med lite eller ingen växtlighet.